# Pa Amat Dibba
Pa Amat Dibba (* 15. Oktober 1987 in Farafenni, Gambia) ist ein gambisch-schwedischer Fußballspieler auf der Position eines Stürmers, der seit 2021 beim türkischen Zweitligisten Eyüpspor unter Vertrag steht.

## Verein

### Karrierebeginn und Aufstiegsserie mit Brandbergen
Pa Dibba wurde im Jahre 1987 in der gambischen Stadt Farafenni, dem größten Ort der North Bank Region, geboren. Als Dibba sieben Jahre alt war, wanderte er mit seiner Familie, unter anderem bestehend aus weiteren 14 Geschwistern und vier Halbgeschwistern, ins schwedische Brandbergen aus, wo sich der Vater bereits einige Jahre zuvor niedergelassen hatte, ehe er seine Familie nachholte. Seine Jugend verbrachte Dibba bei diversen Fußballteams in und um Stockholm, so war er unter anderem bei Hammarby IF, FoC Farsta und Enskede IK aktiv und wechselte später zur Brandbergens FF, mit der er ab 2005 auch im Herrenfußball in Erscheinung trat. Beim Klub hatte der Offensivakteur maßgebenden Anteil an dem rasanten Aufstieg in den Jahren ab 2006, wobei er zumeist der erfolgreichste Torschütze der Mannschaft, sowie der jeweiligen Liga war. Nachdem er ab 2005 für die Herrenmannschaft in der Division 7, der neunthöchsten Fußballliga des Landes, zum Einsatz kam, schaffte er im Folgejahr mit dem Team bereits den Aufstieg in die nächsthöhere Spielklasse. Dort spielte das Team eine erfolgreiche Saison 2007 und schaffte im nachfolgenden Jahr 2008 einen weiteren Aufstieg von der Division 6 in die Division 5. Gleich im Anschluss stieg die Mannschaft rund um den 1,78 m großen Stürmer in die schwedische Sechstklassigkeit und ein weiteres Jahr später in die fünfthöchste Liga des Landes auf. Auch im Spieljahr 2011 spielte Brandbergen lange um einen möglichen weiteren Aufstieg im schwedischen Fußballligasystem mit und erreichte mit dem Saisonende einen vierten Platz hinter Eskilstuna Södra FF (1.), IFK Eskilstuna (2.) und Älvsjö AIK (3.) in der Södra Svealand. Während seiner Zeit bei der Brandbergens FF wurde Dibba in insgesamt 107 Ligaspielen eingesetzt, in denen er 183 Tore erzielte.

### Profidebüt für GIF Sundsvall und Aufstieg ins Oberhaus
Noch im Spieljahr 2011 tat sich schließlich ein Wechsel in den Profifußball auf, als er vom damaligen schwedischen Zweitligisten GIF Sundsvall unter Vertrag (Laufzeit: 3,5 Jahre) genommen wurden, wobei das erste halbe Jahre noch als eine Art Probezeit anzusehen war. Anfang des Jahres absolvierte er bereits ein Probetraining bei Hammarby IFs Farmteam Hammarby Talang FF, die ihn anfangs ins Team holen wollten, dies jedoch unterlassen mussten, da der Kader bereits vollständig ausgelastet war und kein Spieler mehr aufgenommen werden durfte. Dies war auch der Grund, weshalb er weiter bei seinem Stammverein verbleiben musste. Nachdem er 2011 für Brandbergen bereits 14 Ligaspiele absolviert hatte, in denen er elf Tore erzielte und weitere sieben für seine Teamkollegen vorbereitete, war er als GIF-Spieler in weiteren zehn Ligapartien im Einsatz, in denen er selbst zwar torlos blieb, jedoch zwei Assists beisteuerte. Sein Profidebüt gab Pa Dibba dabei in der 21. Runde am 22. August 2011 beim 2:2-Heimremis gegen den Västerås SK, als er in der 69. Spielminute für den schwedischen Juniorennationalspieler Daniel Sliper auf den Rasen kam und danach bis zum Saisonende in allen weiteren Partien im Einsatz war. Als Zweitplatzierter hinter der Åtvidabergs FF schaffte Sundsvall den direkten Aufstieg in die Allsvenskan, wo Pa Dibba im darauffolgenden Spieljahr in 22 Meisterschaftsspielen eingesetzt wurde und dabei zwei Tore schoss und eine Torvorlage machte. Diese zwei Tore und die eine Torvorlage gelangen ihm allesamt bei einem 4:0-Heimsieg über den Syrianska FC in der dritten Runde der noch jungen Saison.
Am Ende der Saison rangierte GIF Sundsvall auf dem 14. Tabellenrang und damit auf einem Relegationsplatz. Nachdem das Team das Hinspiel gegen den Halmstads BK bereits mit 0:3 verloren hatte, half auch der anschließende 4:3-Sieg im Rückspiel, als auch Dibba zu einem Kurzeinsatz kam, nichts mehr am darauffolgenden Abstieg der Mannschaft aus Sundsvall am Bottnischen Meerbusen. Noch vor dem neuerlichen Abstieg in die Superettan kam Dibba in drei Pokalspielen des schwedischen Fußball-Cups 2012/13 zum Einsatz, wobei er auch ein Tor erzielte, jedoch mit der Mannschaft bereits in der Gruppenphase als Letzter der Gruppe 3 vom laufenden Wettbewerb ausschied. In der Superettan 2013 kam er über die erste Saisonhälfte nur zu Kurzeinsätzen und war dabei nur sehr selten länger als 15 Minuten durchgehend am Rasen, jedoch wandelte sich das Blatt in der zweiten Saisonhälfte, als ihn das Trainerduo Joel Cedergren und Roger Franzén vermehrt zu Einsätzen kommen ließ. Anfangs noch als Rechtsaußen und im offensiven Mittelfeld konnte er dort bereits mit einigen Toren überzeugen und wurde zum Ende hin vermehrt als Mittelstürmer an der Seite von Johan Eklund eingesetzt. Bis zum Saisonende brachte er es so auf 26 Ligaspiele, sieben Treffer und zwei Assists und rangierte mit dem Team mit 58 Punkten hinter der Falkenbergs FF und dem Örebro SK auf dem dritten Tabellenrang und konnte so in der Relegation abermals gegen den Halmstads BK antreten. Nach einem 1:1-Unentschieden im Hinspiel schied die Mannschaft nach einer 1:2-Niederlage im Rückspiel erneut gegen den Klub aus Südschweden aus, was einen Wiederaufstieg zunichtemachte. Der Gambier wurde dabei in allen beiden Partien eingesetzt und erzielte im Rückspiel nach Kopfballvorlage von Eklund den einzigen Treffer seines Teams. Die Cup-Saison 2013/14 verlief für Pa Dibba persönlich recht erfolgreich, wobei er es auf vier Einsätze, zwei Tore und eine Torvorlage brachte, aber mit dem Team erneut in der Gruppenphase ausschied.

### Neuerlicher Aufstieg in die Allsvenskan
Die Superettan 2014 absolvierte er daraufhin bereits als Stammkraft neben dem Routinier Johan Eklund und kam dabei auf eine Einsatzbilanz von zwölf Toren und vier Torvorlagen bei insgesamt 27 Ligaeinsätzen, wobei er mit seinen Treffern zu den zehn torgefährlichsten Spielern der Liga zählte. Mit der gleichen Punkteanzahl, jedoch mit einer niedrigeren Tordifferenz, wurde Dibba mit Sundsvall am Ende des Spieljahres 2014 Vizemeister der Superettan und stieg somit ein weiteres Mal direkt in die Allsvenskan auf. Im Pokal 2014/15 schied das Team allerdings bereits im ersten Spiel mit 1:4 gegen den Drittligisten Dalkurd FF vom laufenden Turnier aus, wobei Dibba den einzigen Treffer seiner Mannschaft erzielte. Bereits am 19. November 2014 wurde Dibbas auslaufender Vertrag um zwei weitere Jahre verlängert. In der aktuell (Stand: 26. Juni 2015) noch laufenden Spielzeit 2015 wurde Pa Dibba in den 13 bisherigen Ligapartien eingesetzt und kam dabei bisweilen auf zwei Tore und drei Torvorlagen, wobei er mit dem Team noch am Tabellenende rangiert.

## Nationalmannschaft
Nachdem er zuvor immer wieder bekundet hatte, international unbedingt für sein Heimatland Gambia spielen zu wollen, obwohl er auch für Schweden spielberechtigt wäre, kam er im Jahre 2015 zu seinem Debüt für die gambische Fußballnationalmannschaft. Bereits im Mai 2015 wurde Dibba, zusammen mit seinem Sundsvall-Teamkollegen Saihou Jagne, vom gerade erst ins Amt gewählten Schweizer Raoul Savoy in die gambische Nationalauswahl geholt, mit der er die Qualifikation zur Fußball-Afrikameisterschaft 2017 bestreiten sollte. Dabei kam er am 13. Juni 2015 beim ersten Spiel, einem 0:0-Remis gegen Südafrika, zum Einsatz, spielte 72 Minuten durch und wurde im Anschluss zum besten Spieler der Partie gewählt.